# Eddie Hill
Eddie Hill (Nashville, Tennessee, 13 de mayo de 1957 – 23 de febrero de 2025) fue un jugador estadounidense de fútbol americano que jugó seis temporadas con dos equipos en la posición de running back.

## Carrera
A nivel universitario jugó para los Memphis Tigers hasta 1979 cuando fue seleccionado en la segunda ronda en la posición 54 por Los Angeles Rams, equipo con el que jugó dos temporadas hasta que fue cambiado a los Miami Dolphins en 1981, equipo con el que jugó hasta 1984. Registró 443 yardas terrestres con dos touchdowns en su carrera en la NFL.

## Vida personal y muerte
El 30 de marzo de 1989 Hill fue arrestado por posesión de cocaína en Fort Lauderdale, Florida, siendo liberado al día siguiente luego de pagar una fianza de US$1000. Hill tuvo cuatro hijos: Valencia, Quadtrine, Blaize y Kyra.
En sus últimos años de vida Hill fue remitido luego de ser diagnosticado con cáncer cerebral. Al principio se creyó que lo que tenía era CTE, una lesión neurodegenerativa en la cabeza, pero él aseguro que nunca recibió un golpe en la cabeza en sus años en la NFL. Hill murió a causa de la enfermedad el 23 de febrero de 2025 a los 67 años.